# 武蔵野美術大学短期大学部
武蔵野美術大学短期大学部（むさしのびじゅつだいがくたんきだいがくぶ、英語: Musashino Art University Junior College of Art and Design）は、東京都小平市小川町1-736に本部を置いていた日本の私立大学である。1957年に設置され、2003年に廃止された。大学の略称は美短。学生募集は1998年度まで。1999年度より武蔵野美術大学への全面改組により短期大学は学生募集を停止し、2003年9月30日正式廃止。

## 概要

### 大学全体
- 武蔵野美術大学短期大学部は1957年に武蔵野美術短期大学として設置された日本の私立短期大学。当初は美術科のみの単科短大だったが、最終的には3学科（うち1学科3専攻）と通信教育部2学科にまで発展した。1959年に同じ学校法人武蔵野美術大学が四年制大学の武蔵野美術大学を設置した後も運営が続けられた。1988年、武蔵野美術大学短期大学部と改称[2]。1998年度をもって学生募集を停止、2003年に廃止され、教育施設などは武蔵野美術大学造形学部に引き継がれた。

### 教育および研究
- 武蔵野美術大学短期大学部における専門教育
  - 美術科：「絵画」・「彫塑」・「工芸」などの科目があった[3]。
  - デザイン科
    - グラフィックデザイン専攻：アドバタイジングデザイン・エディトリアルデザイン・ヴィジュアルメッセージデザイン・メディア&プロダクトデザインに関する科目があった[3]。
    - 工芸デザイン専攻：陶磁、木工、金工、機器、テキスタイルの領域からなっていた[3]。「ロクロ実習」・「鍛金、鋳造実習」などの科目があった[3]。
    - 空間演出デザイン専攻：「シニックデザイン」や「ディスプレイデザイン」・「空間演出デザイン」などを学ぶ課程となっていた[3]（一時期は「アパレルコース」も存在した）。

  - 生活デザイン科：「住宅設計論」・「建築表現演習」・「建築設計製図」などの科目があった[3]。

### 学風および特色
- 武蔵野美術大学短期大学部は、全国の短大で初めて通信教育部の芸術系学科を置いていた。
- 通信教育部ではかつて、埼玉県の専門学校浜西ファッションアカデミーと学務提携を結んでいた[4]。
- 通信教育部は最大で5年間の在籍が可能だった。

## 沿革
- 1929年 帝国美術学校を創設。
- 1947年 造形美術学園に改称。
- 1948年 武蔵野美術学校に改称。
- 1957年 武蔵野美術短期大学（むさしのびじゅつたんきだいがく）として開学。美術科を置く。
- 1958年7月1日 美術科をデザイン美術科と改称。
- 1959年 デザイン美術科に通信教育部を置く。
- 1962年 武蔵野美術大学が開学[5]。
- 1963年 デザイン美術科をデザイン科に改称。
- 1964年 学科を改組する[6]。
  - 美術科（油絵専攻。通信教育部も置く）
  - デザイン科（商業デザイン専攻・工芸デザイン専攻・芸能デザイン専攻。通信教育部も置く）
  - 生活デザイン学科
- 同年、専攻科デザイン専攻を設置。
- 1966年 専攻科に生活デザイン専攻を設置。
- 1967年 芸能デザイン専攻にアパレルコースを設置。
- 1968年 専攻科に美術専攻を設置[7]。
- 1982年 デザイン科の専攻名を変更する。
  - 商業デザイン専攻→グラフィックデザイン専攻
  - 芸能デザイン専攻→1986年、空間演出デザイン専攻に改称。
- 1988年 空間演出デザイン専攻アパレルコース募集停止。生活デザイン学科を生活デザイン科に改称[8]。武蔵野美術大学短期大学部と改称。
- 1998年度をもって学生募集を終了（学生数は美術科で男32、女203、デザイン科で男115、女476、生活デザイン科で男43、女158、以上通学課程[9]。通信教育部については、美術科で男353、女1,079、デザイン科で男453、女1,229[10]）。
- 2003年9月30日正式廃止[1][11][12]。

## 基礎データ

### 所在地
- 通学課程：東京都小平市小川町1-736（本部・小平キャンパス）
- 通信教育課程：東京都武蔵野市吉祥寺東町3-3-7（武蔵野キャンパス）

## 教育および研究

### 組織

#### 学科
通学課程
- 美術科[13]：「絵画」・「彫塑」・「工芸」などの科目を学ぶ学科。かつては以下の専攻課程も設けられていた[14][15]。
  - 油絵専攻
  - 美術教育専攻
- デザイン科
  - グラフィックデザイン専攻[16]
  - 工芸デザイン専攻[17]
  - 空間演出デザイン専攻[18]
- 生活デザイン科[19][20][21]

通信教育課程
- 美術科
- デザイン科：在籍可能な年限は2 - 5年以内だった。

#### 専攻科
- 美術専攻：修業年限は昼間部1年制
- デザイン専攻：修業年限は昼間部1年制
- 生活デザイン専攻：修業年限は昼間部1年制

#### 別科
- なし

#### 取得資格について
- 中学校教諭二種免許状（美術）
  - 美術科（通信・通学）
  - デザイン科（通信・通学）
  - 生活デザイン科

## 学生生活

### 部活動・クラブ活動・サークル活動
- 武蔵野美術大学短期大学部で活動していたクラブ活動
  - 体育系：空手道・弓道・ダンス・剣道・サッカー・軟式野球ほか[3]
  - 文化系：映画・演劇・軽音楽・写真・落語ほか[3]

### 学園祭
- 武蔵野美術大学短期大学部の学園祭は「芸術祭」と呼ばれていた[3]。

## 大学関係者と組織

### 大学関係者一覧
歴代学長
- 有光次郎：1957年4月 -
- 久保義三：1971年 -
- 米澤嘉圃
- 水尾博
- 前田常作

#### 出身者
- 河田久雄：イラストレーター
- 柴田亜美：漫画家
- 冬川智子：漫画家
- 山本ルンルン：漫画家
- ひろゆうこ：漫画家
- 本山一城：漫画家、文筆家
- 辛酸なめ子：漫画家、コラムニスト
- 藤江和子：家具デザイナー
- ケンタロウ：料理研究家　※中退
- 景山民夫：小説家、放送作家
- 小原礼：ミュージシャン
- 高橋幸宏：ミュージシャン　※中退
- テイ・トウワ：DJ、作曲家、音楽プロデューサー
- Nekoi PSYDOLL(猫井るとと): 漫画家、作詞家、作曲家、ヴォーカリスト
- 佐護彰：元愛知県日進市長
- 名取瞳：ヘアメイクアーティスト
- エマ理永：ウェディングドレスデザイナー
- たかだゆうこ : 元タレント
- 高島直之 : 美術評論家
- 永野あかね：漫画家
- 一條裕子：漫画家
- 蕭淑美 : 元女優
- 唯野未歩子：女優、映画監督、脚本家
- 麻生れいみ：管理栄養士、料理研究家

## 施設

### キャンパス
- キャンパスは全て大学と共同使用されていた。

### 寮
- なし

## 対外関係

### 系列校
- 武蔵野美術大学

## 卒業後の進路について

### 就職について
- 美術科油絵専攻・美術教育専攻：年度によって多少の異なりがあるが、進学や創作活動を希望する学生のほうが多いものとなっていた。就職者数は少な目だったが、東京凮月堂・卑弥呼・赤ちゃん本舗・ナムコ・丸井・東洋グループなどの一般企業へ就職した人もいる[3]。
- デザイン科
  - グラフィックデザイン専攻：年度によって多少の異なりがあるが、進学や創作活動を希望する学生のほうが多いものとなっていた。就職者数は少な目だったが、マルマン・群馬銀行・コーエー・資生堂・旭屋出版などの一般企業へ就職した人もいる[3]。
  - 空間演出デザイン専攻：年度によって多少の異なりがあるが、進学や創作活動を希望する学生のほうが多いものとなっていた。就職者数は少な目だったが、寿製版印刷・ソニー・三陽商会・テレビ朝日・ヤナセなどの一般企業へ就職した人もいる[3]。
- 生活デザイン科：年度によって多少の異なりがあるが、進学や創作活動を希望する学生のほうが多いものとなっていた。就職者数は少な目だったが、伊勢丹・ミサワホーム・岩手朝日テレビ・リクルート・光文社などの一般企業へ就職した人もいる[3]。

### 編入学・進学実績
- 全学科含めて武蔵野美術大学・武蔵野美術大学短期大学部専攻科ほか芸術系の大学への編入者がみられる。